# Horní Lhota (Načeradec)
Horní Lhota (německy Ober Lhota) je vesnice, část městyse Načeradec v okrese Benešov ve Středočeském kraji. Nachází se asi čtyři kilometry jihovýchodně od Načeradce. Prochází zde silnice II/150. Horní Lhota je také název katastrálního území o rozloze 9,49 km². V katastrálním území Horní Lhota leží i Dolní Lhota a Novotinky.

## Historie
První písemná zmínka o vesnici pochází z roku 1499.
V obci Horní Lhota (přísl. Annina Ves, Statenbrun, Dolní Lhota, 546 obyvatel) byly v roce 1932 evidovány tyto živnosti a obchody: 3 hostince, kovář, 2 krejčí, mlýn, 3 obuvníci, řezník, 3 obchody se smíšeným zbožím, Spořitelní a záložní spolek v Horní Lhotě, 2 trafiky, velkostatek.

## Obyvatelstvo
| Rok            | 1869 | 1880 | 1890 | 1900 | 1910 | 1921 | 1930 | 1950 | 1961 | 1970 | 1980 | 1991 | 2001 | 2011 | 2021 |
| -------------- | ---- | ---- | ---- | ---- | ---- | ---- | ---- | ---- | ---- | ---- | ---- | ---- | ---- | ---- | ---- |
| Počet obyvatel | 445  | 519  | 457  | 387  | 411  | 402  | 348  | 251  | 232  | 175  | 136  | 120  | 97   | 71   | 74   |
| Počet domů     | 58   | 59   | 59   | 59   | 60   | 61   | 61   | 61   | 88   | 57   | 50   | 52   | 53   | 53   | 52   |

## Obecní správa
Při sčítání lidu v letech 1850–1979 Horní Lhota byla samostatnou obcí, se kterým patřila nejprve do okresu Ledeč nad Sázavou (v letech 1850–1910 Ledeč), ale v roce 1950 v okrese Vlašim a od roku 1960 v okrese Benešov. Od 1. ledna 1980 je částí městyse Načeradec v okrese Benešov.

## Pamětihodnosti
- Zvonice

## Galerie

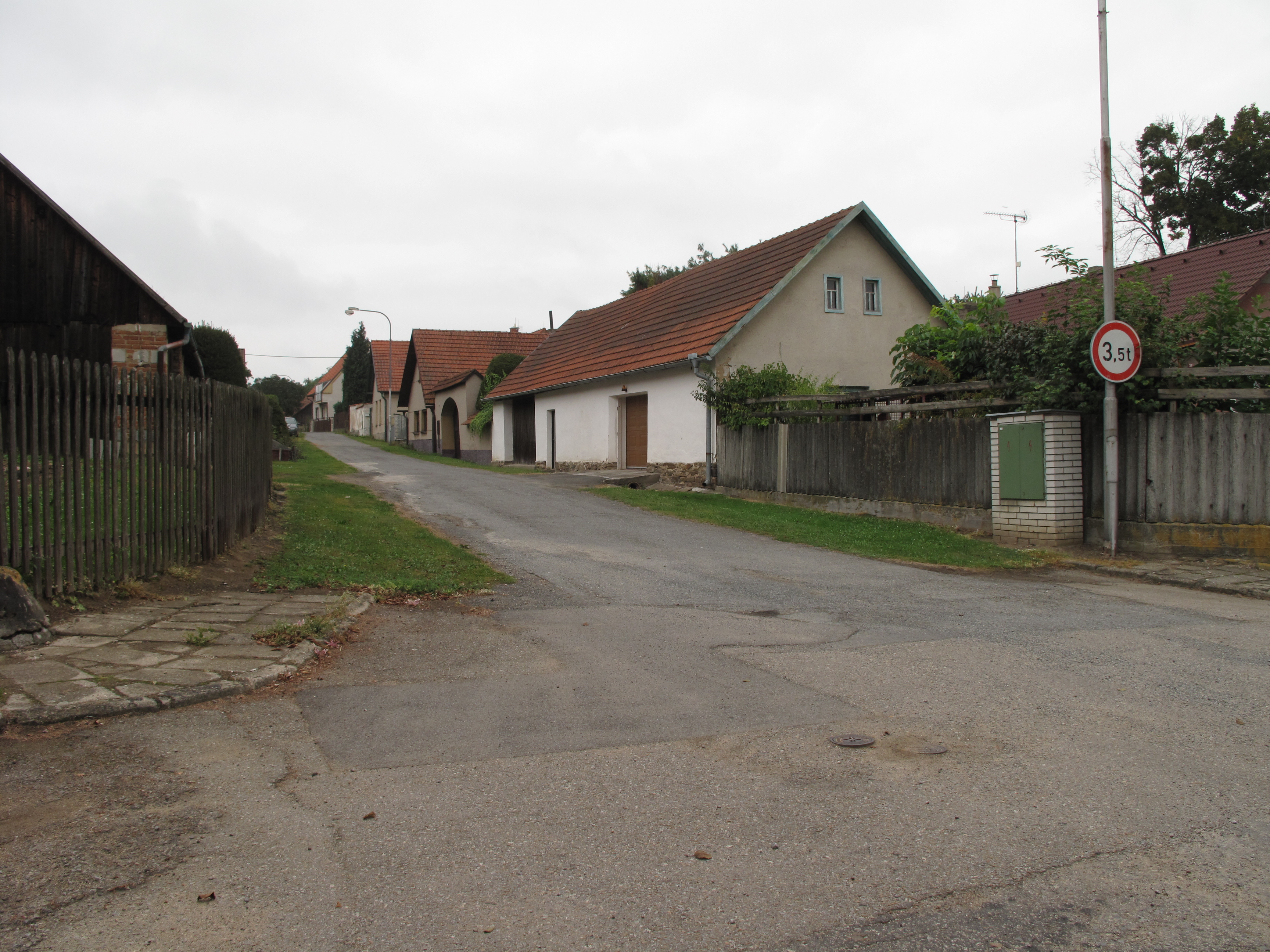
Ulice
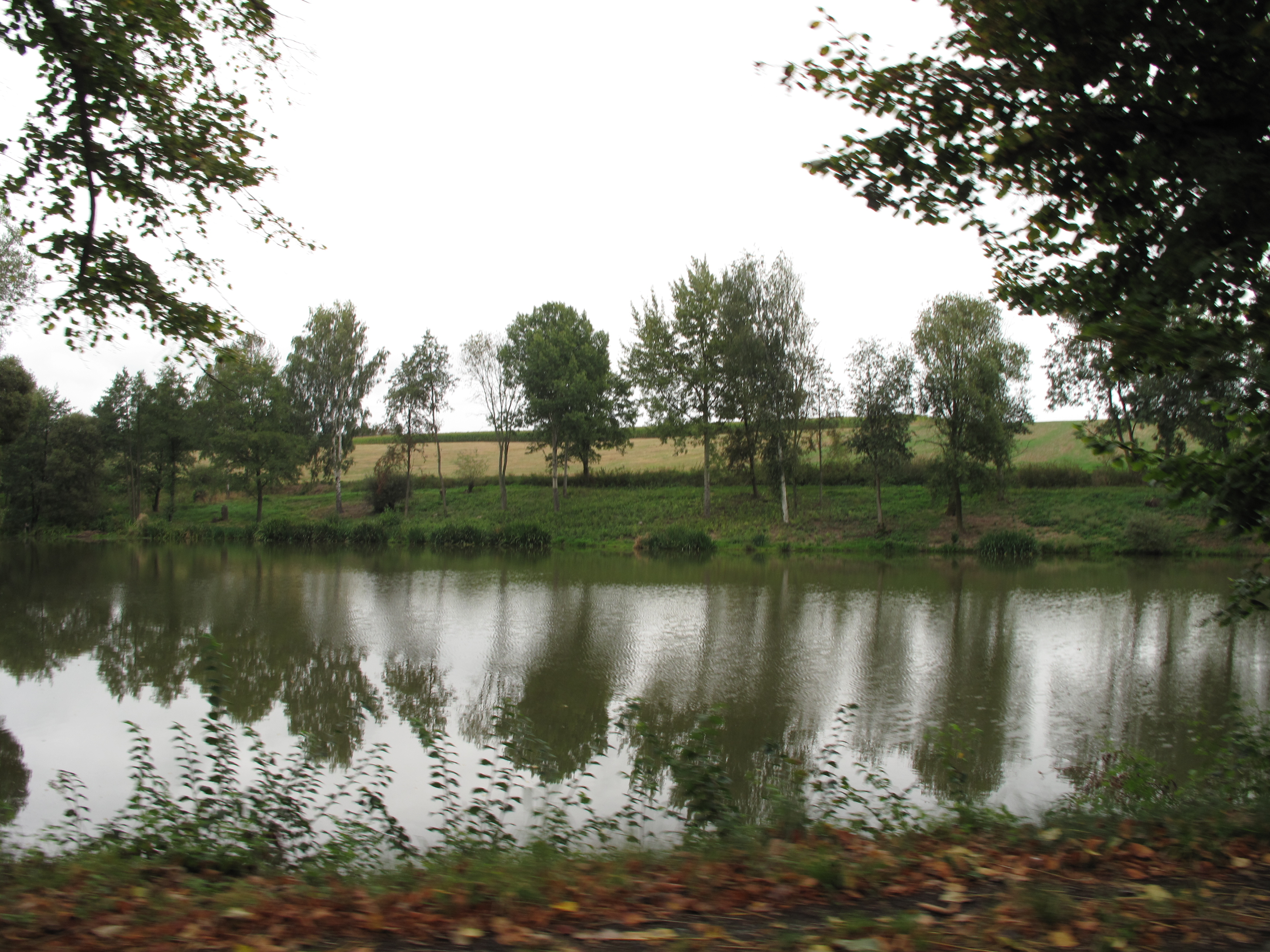
Rybník
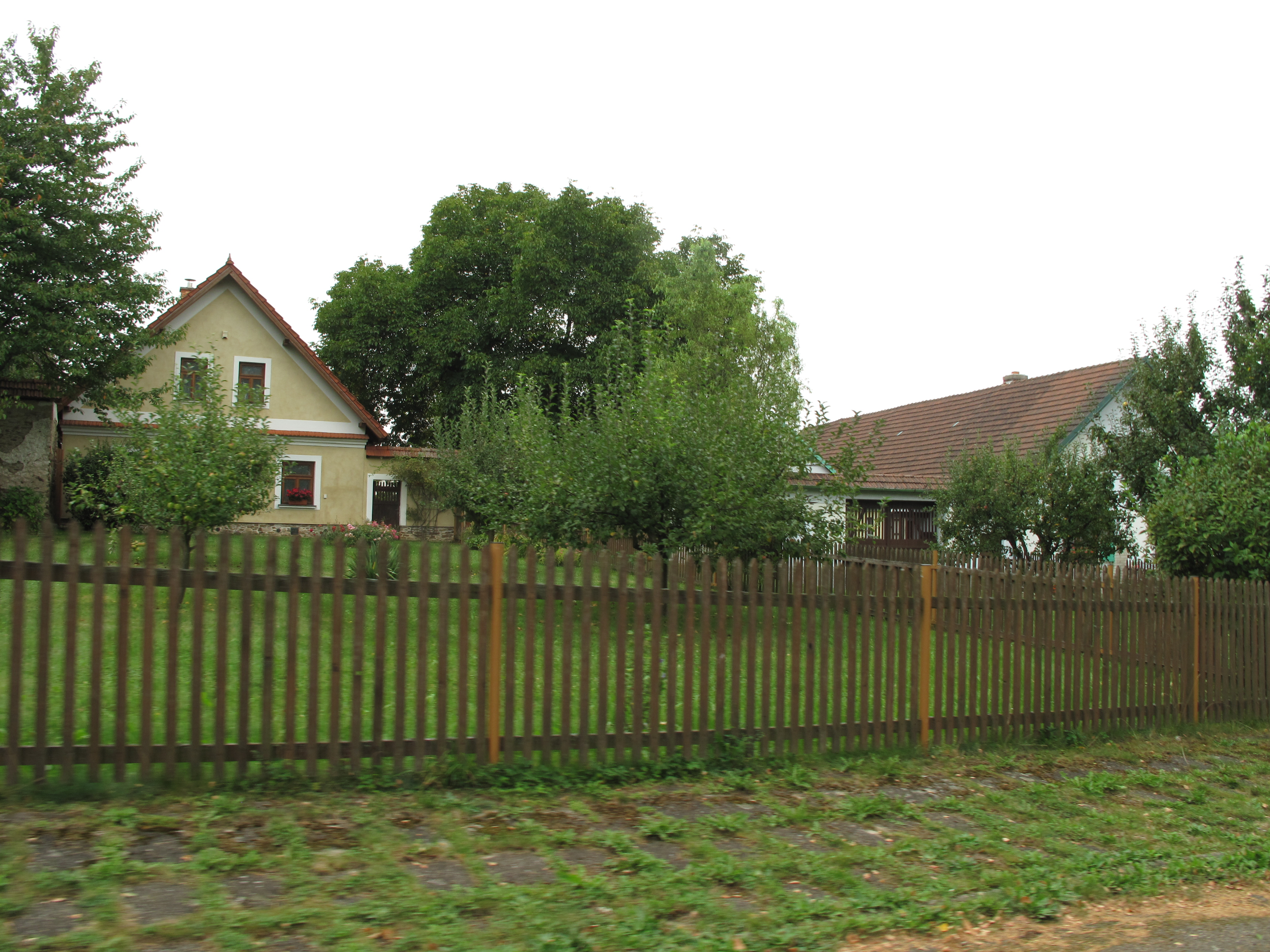
Domy a zahrady